# Stinkfist (песен)
Stinkfist e песен на американската рок група Tool.
Песента е издадена като първия сингъл и първия видеоклип от втория албум на групата – Ænima. Поради името си (Stinkfist буквално може да се преведе като миризлив юмрук) песента се свързва с действието фистинг (анално задоваляване с помощта на юмрук), името на песента и текстът ѝ се променяли от телевизионни канали и радио програми, които също така са съкращавали песента. Песента има ремикс направен от Скини Пъпи.

## Интерпретация
По време на интервю Кийнън раказва, че песента е кръстена на приятел на Дани Кери, който „не се страхува да изцапа ръцете си“. Мейнърд разказва и как песента може да бъде интерпретирана като песен за фистинг, но ако се погледне по-сериозно ще се разбере, че Tool пишат песни, които не са толкова повърхностни.
Кийнън е представял песента в турнето Ænima като песен за „избиране на милостта пред страха“.